# Меньшов Євген Олександрович
Євге́н Олекса́ндрович Меньшо́в (рос. Евгений Александрович Меньшов; нар. 19 листопада 1947, Горький, Російська РФСР — пом. 19 травня 2015, Москва, Росія) — радянський та російський актор театру та кіно, телеведучий. Заслужений артист Росії (1993), Народний артист Росії (2005). Член Союзу кінематографістів Російської Федерації.

## Життєпис
Найбільше відомий як ведучий щорічного телевізійного музичного фестивалю «Пісня року».
Помер в одній з лікарень Москви після важкої тривалої хвороби 19 травня 2015 року на 69-му році життя.

## Фільмографія
| Рік  |   | Українська назва          | Оригінальна назва         | Роль                         |
| ---- | - | ------------------------- | ------------------------- | ---------------------------- |
| 1972 | ф | А зорі тут тихі           | А зори здесь тихие        | турист                       |
| 1973 | ф | Хмари                     | Облака                    | Мітя                         |
| 1976 | ф | Житейська справа          | Житейское дело            | рядовий Солнишков            |
| 1976 | ф | Поки стоять гори          | Пока стоят горы           | альпыныст Селезньов          |
| 1980 | ф | Де ти, любове?            | Где ты, любовь?           | Андрій                       |
| 1980 | ф | Головний конструктор      | Главный конструктор       | ад'ютант Рагозіна            |
| 1980 | ф | Мелодія на два голоси     | Мелодия на два голоса     | Кирило Воробйов              |
| 1981 | ф | Третій вимір              | Третье измерение          | Сергій Володимирович Володін |
| 1983 | ф | Висока проба              | Высокая проба             | Костя Коптюгов               |
| 1986 | ф | Постарайся лишитись живим | Постарайся остаться живым | Фомічов                      |